# Guillem Caçador (bisbe de Barcelona)
Guillem Caçador (Vic, 9 d'octubre de 1510 - Barcelona, 13 de novembre de 1570) fou bisbe de Barcelona entre 1561 i 1570.

## Biografia
Fill de Joan Caçador i canonista com el seu oncle, el bisbe de l'Alguer.
Guillem ocupà diversos càrrecs civils i fou elegit diputat de la Generalitat de Catalunya l'any 1563, càrrec que no exercí per la seva assistència al Concili de Trent. La seva postura en aquest concili, on va tenir com a teòleg Joan Lluís Vileta, fou d'equilibri entre el rigorisme castellà i el curialisme.
Retornat a la diòcesi, de la qual havia estat bisbe coadjutor (1559), procurà l'aplicació del concili: renovà la pràctica sinodal, decretà l'erecció del seminari, reactivà la reforma dels religiosos i publicà el nou ordinari i el breviari. S'enfrontà amb el poder reial, tot i ésser canceller de Catalunya, en defensa de la jurisdicció eclesiàstica malmesa per Felip II.
El 22 de juliol de 1563 va ser elegit per al càrrec de President de la Generalitat de Catalunya, però no el va poder ocupar perquè es trobava al Concili de Trento (on intervingué activament), i fou substituït per Onofre Gomis.